# Anya Ulinich

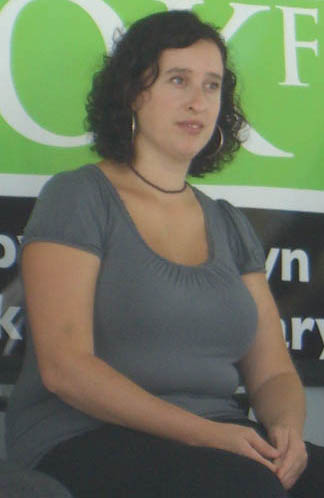
Anya Ulinich

Anya Ulinich (* 1973 in Moskau) ist eine russischstämmige, US-amerikanische Malerin und Schriftstellerin.

## Leben
Ulinich kam 1990 mit 17 Jahren als Einwanderin mit ihren Eltern in die USA und lebt heute in New York. An der University of California machte sie einen Abschluss im Fach Malerei.
Ulinich schreibt seit 2000. Ihr erster, 2007 erschienener Roman Petropolis und erhielt den „5 under 35“-Award für Schriftsteller unter 35 Jahren der National Book Foundation, die auch den bekannteren National Book Award vergibt. Petropolis erzählt die Odyssee einer jungen Frau, die in der fiktiven sowjetischen Musterstadt Asbest2 (eine Anspielung auf die reale russische Stadt Asbest) aufwächst und über Arizona und Chicago nach New York City geht, um dort ihren Vater und eine Zukunft für sich selbst zu suchen. Für Petropolis erhielt sie 2008 den Goldberg Prize for Jewish Fiction und wurde 2009 für den Sami Rohr Prize des Jewish Book Council nominiert. 2008 erschien der Roman in deutscher Übersetzung unter dem Titel Petropolis. Die große Reise der Mailorder-Braut Sascha Goldberg in der Übersetzung von Pieke Biermann. Der Titel des Buches bezieht sich auf ein Gedicht von Ossip Mandelstam. Sie veröffentlichte außerdem einige Kurzgeschichten.